# 南あわじ市立北阿万小学校
南あわじ市立北阿万小学校（みなみあわじしりつ きたあましょうがっこう）は、兵庫県南あわじ市北阿万新田中にある公立小学校。　

## 沿革
- 1874年（明治7年） - 薬王寺の一隅に筒井小学校として創立。
- 1891年（明治24年）6月1日 - 北阿万尋常小学校となる。
- 1941年（昭和16年）4月1日 - 北阿万国民学校と改称。
- 1947年（昭和22年）4月1日 - 北阿万小学校と改称
- 1964年（昭和39年）7月 - プール完成。
- 1965年（昭和40年）5月 - 鉄筋コンクリート3階建校舎竣工
- 1981年（昭和56年）3月 - 屋内運動場竣工
- 1991年（平成3年）2月 - 増築校舎完成・運動場拡張
- 2001年（平成13年）9月 - 屋内運動場改修
- 2004年（平成16年）4月 - 新校舎完成

2008年5月～11月 屋内運動場耐震補強大規模改修工事。

## 通学区域
- 南あわじ市
  - 潮美台地区　1丁目・2丁目
  - 北阿万地区　新田北・新田中・稲田南・筒井・高原・伊賀野

卒業生は基本的に南あわじ市立南淡中学校へ進学する。

## 学校行事
- 4月 春の遠足
- 5月 運動会
- 7月 七夕集会
- 11月 自然学校・修学旅行
- 1月 校内マラソン大会

## アクセス
- 神戸淡路鳴門自動車道西淡三原ICより10分

## 通学区域が隣接している学校
- 南あわじ市立阿万小学校
- 南あわじ市立福良小学校
- 南あわじ市立賀集小学校
- 南あわじ市立神代小学校